# باي جس
بايجس (بالإنجليزية: Pyjs)‏ (كان اسمه بايجاما قبل مايو 2012  ) ، هو إطار عمل لتطبيقات الويب الغنية وتطوير جانب العميل (client-side) في الأنترنت وبرمجيات سطح المكتب ببايثون . يمكن تشغيل البرمجيات الناتجة عن ياي جس في متصفح ويب أو تطبيقات سطح مكتب مستقلة.

## روابط خارجية
- باي جس على موقع Open Hub (الإنجليزية)
- صفحة باي جس الرئيسية